# Premier Soccer League 2021-22
La Premier Soccer League 2021-22 fue la 26.ª temporada de la Premier Soccer League, la máxima división del fútbol de Sudáfrica. La temporada inició el 20 de agosto de 2021 y terminó el 30 de mayo de 2022.

## Equipos participantes
- AmaZulu
- Baroka
- Cape Town City
- Chippa United
- Golden Arrows
- Kaizer Chiefs
- Mamelodi Sundowns (C)
- Maritzburg United
- Marumo Gallants
- Moroka Swallows
- Orlando Pirates
- Royal AM (P)
- Sekhukhune United (P)
- Stellenbosch
- SuperSport United
- TS Galaxy

## Clasificación
| Pos. | Equipo                | Pts. | PJ | G  | E  | P  | GF | GC | Dif. | Clasificación o descenso 2022-23 |
| ---- | --------------------- | ---- | -- | -- | -- | -- | -- | -- | ---- | -------------------------------- |
| 1    | Mamelodi Sundowns (C) | 65   | 30 | 19 | 8  | 3  | 56 | 20 | +36  | Liga de Campeones de la CAF      |
| 2    | Cape Town City        | 49   | 30 | 12 | 13 | 5  | 32 | 24 | +8   | Liga de Campeones de la CAF      |
| 3    | Royal AM              | 47   | 30 | 12 | 11 | 7  | 44 | 32 | +12  | Copa Confederación de la CAF     |
| 4    | Stellenbosch          | 47   | 30 | 11 | 14 | 5  | 32 | 23 | +9   | Copa Confederación de la CAF     |
| 5    | Kaizer Chiefs         | 47   | 30 | 13 | 8  | 9  | 34 | 26 | +8   |                                  |
| 6    | Orlando Pirates       | 44   | 30 | 10 | 14 | 6  | 35 | 29 | +6   |                                  |
| 7    | AmaZulu               | 41   | 30 | 8  | 17 | 5  | 24 | 22 | +2   |                                  |
| 8    | SuperSport United     | 40   | 30 | 10 | 10 | 10 | 36 | 32 | +4   |                                  |
| 9    | Golden Arrows         | 40   | 30 | 9  | 13 | 8  | 35 | 40 | −5   |                                  |
| 10   | Marumo Gallants       | 34   | 30 | 7  | 13 | 10 | 22 | 28 | −6   |                                  |
| 11   | Sekhukhune United     | 33   | 30 | 8  | 9  | 13 | 21 | 24 | −3   |                                  |
| 12   | Maritzburg United     | 31   | 30 | 7  | 10 | 13 | 21 | 33 | −12  |                                  |
| 13   | TS Galaxy             | 30   | 30 | 7  | 9  | 14 | 22 | 38 | −16  |                                  |
| 14   | Chippa United         | 29   | 30 | 5  | 14 | 11 | 22 | 34 | −12  |                                  |
| 15   | Moroka Swallows (O)   | 26   | 30 | 4  | 14 | 12 | 22 | 36 | −14  | Play-off de relegación           |
| 16   | Baroka (D)            | 25   | 30 | 6  | 7  | 17 | 22 | 40 | −18  | Primera División                 |

 Fuente: Premier Soccer League

## Play-off de relegación
Actualizado el 15 de Junio de 2022
| Pos. | Equipo              | PJ | PG | PE | PP | GF | GC | DG | Pts. | Clasificado a                 |
| ---- | ------------------- | -- | -- | -- | -- | -- | -- | -- | ---- | ----------------------------- |
| 1    | Moroka Swallows     | 4  | 2  | 1  | 1  | 4  | 3  | +1 | 7    | Premier Soccer League 2022-23 |
| 2    | Pretoria University | 4  | 1  | 2  | 1  | 4  | 3  | +1 | 5    | Primera División 2022-23      |
| 3    | Cape Town All Stars | 4  | 1  | 1  | 2  | 5  | 7  | -2 | 4    | Primera División 2022-23      |

## Goleadores
| Rank | Jugador           | Club              | Goles |
| ---- | ----------------- | ----------------- | ----- |
| 1    | Peter Shalulile   | Mamelodi Sundowns | 23    |
| 2    | Victor Letsoalo   | Royal AM          | 15    |
| 3    | Bienvenu Eva Nga  | Chippa United     | 10    |
| 4    | Mduduzi Mdantsane | Cape Town City    | 9     |
| 4    | Ashley Du Preez   | Stellenbosch      | 9     |